# Квазигруппа (социология)
Ква́зигруппа (англ. quasi-group; нем. quasi-Gruppe; от лат. quas(i) «наподобие», «нечто вроде») — социологический термин, которым обозначается отличающаяся непреднамеренностью социальная группа, в которой между членами отсутствуют устойчивые связи и социальная структура, нет общих ценностей и норм, а взаимоотношения имеют односторонний характер. Квазигруппы  существуют непродолжительное время, после окончания которого они или окончательно распадаются, или под воздействием обстоятельств превращаются в устойчивые социальные группы, нередко являясь их переходным типом.

## Признаки квазигрупп
- Анонимность[2]
- Внушаемость[2]
- Социальная заражённость[2]
- Бессознательность[2]
- Спонтанность образования[7]
- Неустойчивость взаимосвязей[7]
- Отсутствие разнообразия во взаимодействия (либо же это только приём/передача информации, либо только  выражение своего несогласия или восторга)[7]
- Кратковременность совместных действий[7]

## Примеры квазигрупп
- Аудитория[2]
- Фан-группа[2]
- Толпа[2]
- Митинг
- Участники ролевой игры